# Fédération namibienne de rugby à XV
La Fédération namibienne de rugby à XV (officiellement en anglais : Namibia Rugby Union) est l'instance qui régit l'organisation du rugby à XV et du rugby à sept en Namibie.

## Historique

### Prémices dans le Sud-Ouest africain allemand
En 1909, la German South West Africa Rugby Football Union est fondée afin de gérer la pratique du rugby à XV dans le protectorat du Sud-Ouest africain allemand, rassemblant un nombre limité de clubs mais permettant la tenue d'un championnat annuel. Avec l'arrivée de la Première Guerre mondiale, la fédération disparaît de facto dès 1914, les joueurs et administrateurs locaux étant mobilisés par le conflit.
Cette pratique marque les débuts du rugby sur le territoire, à l'initiative de la communauté noire locale et avant sa deuxième formalisation par la communauté blanche sud-africaine.

### Statut de fédération régionale en Afrique du Sud
En 1916, alors que le territoire du Sud-Ouest africain allemand passe sous mandat de l'Union d'Afrique du Sud pendant la Première Guerre mondiale, neufs individus venus principalement d'Afrique du Sud, MM. Anderson, Edmunds, Bone, Louw, Hauptfleisch, Meyer, Pietersen et Snyman, se réunissent à Windhoek afin d'établir une fédération territoriale, : la Damaraland Rugby Football Union est ainsi créée le 17 novembre. En 1952, l'organisme est renommé South West Africa Rugby Football Union, d'après le nom officiel du territoire.
La fédération du Sud-Ouest africain n'a alors qu'un statut territorial lié à celle d'Afrique du Sud, chacun de ses joueurs étant éligibles pour représenter l'équipe nationale sud-africaine. Alors que l'indépendance du territoire semble imminente, toutes les équipes sous l'égide de la Fédération du Sud-Ouest africain se retirent des compétitions sud-africaines à l'hiver 1989, notamment la Currie Cup.

### En tant que fédération nationale
Après l'indépendance du Sud-ouest africain, devenu officiellement la Namibie le 21 mars 1990, la fédération est restructurée en tant que Namibia Rugby Football Union, avant de devenir quelques années plus tard la Namibia Rugby Union.
La fédération devient dès mars 1990 membre de l'International Rugby Board, organisme international du rugby. Elle intègre la même année la Fédération internationale de rugby amateur jusqu'en 1999, date à laquelle cette dernière réduit son périmètre d'action au continent européen. Elle intègre ensuite en 1992 la Confédération africaine de rugby, organisme régissant le rugby sur le continent africain.
Elle est également membre du Comité national olympique namibien.

## Présidents
Parmi les personnes se succédant au poste de président de la fédération, on retrouve entre autres :
- 1916-1946 : W.J.G. Anderson[4]
- 2012-2018 : Bradley Basson[12],[13]
- 2018-2022 : Corrie Mensah[13],[14]
- élu en 2022 : Petri Theron[15]